# Philipp Karl Buttmann
Philipp Karl Buttmann Philippe Charles Buttmann (1764-Berlin, 1829), philologue allemand, né de la famille huguenote française Boudemont à Francfort-sur-le-Main.

## Biographie
Il se fixe dès 1789 à Berlin, y devint bibliothécaire de la Bibliothèque Royale. De 1800 à 1808, il enseigne la philologie au lycée de Joachimsthal. Membre et secrétaire de l'Académie, il est chargé d'enseigner les langues anciennes au prince royal de Prusse et rédige de 1808 à 1812 la Gazette de Spener. 
Il dirige également pendant 20 ans (1809 - 1829) la Société sans loi de Berlin.   

## Œuvres
Il a laissé un grand nombre de travaux d'érudition dont le plus estimé est la Griechische Grammatik (1792) Grammaire grecque, qui parut sous trois formes différentes : 
- Grammaire classique abrégée (1837)
- Grammaire à l'usage des hautes classes (1841)
- Grammaire développée (2 vol.), incomplète (1830-1839).

La Grammaire de Buttmann est, avec celle de Matthiae, l'ouvrage de ce genre le plus estimé en Allemagne au XIXe siècle : on la suit dans plusieurs collèges de ce pays.
On lui doit aussi : 
- avec Friedrich August Wolf: Museum der Alterthums-Wissenschaft. Band 1–2, 1807–1809.
- Ausfuhrliche griechische Sprachlehre (2 volumes, 1819-1827)
- Mythologus, une collection d'essais (1828-1829)
- Éditions de quelques auteurs classiques, le plus important étant Démosthène' In Midiam (1823)
- À la suite de Spalding : Quintilien.
- avec Karl Lachmann: Novum Testamentum Graece et Latine. 2 Bände  (ISBN 1-108-00764-3).